# バト・ヤム
バト・ヤム (בַּת יָם)は、イスラエルテルアビブ地区にある都市。
地中海に面し、テルアビブの南に位置する。

## 歴史
バト・ヤムは、ヘブライ語で「家と庭」を意味する"Bayit VaGan"という名で1926年に設立した。 
1929年の嘆きの壁事件の間、ヤッファから来たパレスチナ人による攻撃を受け、イギリスの統治機関により退避させられた。1930年に再入植された。1936年、地方自治体として認められ、現在のバト・ヤムの名前に代わった。1945年までに2000人のユダヤ人が住んでおり、ユダヤ・ナショナル・ファンドによると、1947年の人口は4000人であった 。

## 観光
地中海に面したビーチには遊歩道やレストランがあり観光客で賑わう。

## 姉妹都市
- クラグイェヴァツ、セルビア
- アンタルヤ、トルコ

## 著名な出身者
- メイール・ダガン

## 参照
1. ↑  Government of Palestine, Village Statistics, 1945, p52.
2. ↑  Jewish National Fund (1949). Jewish Villages in Israel. Jerusalem: Hamadpis Liphshitz Press. p. 12